# The One and Only Ivan
The One and Only Ivan (El Único y Gran Iván en Hispanoamérica, y El Magnífico Iván en España) es una película estadounidense de fantasía basada en la novela infantil del mismo nombre y dirigida por Thea Sharrock. El guion fue escrito por Mike White y es protagonizada por Sam Rockwell como la voz del protagonista Ivan. 
Fue estrenada el 21 de agosto de 2020 por Disney+. 

## Sinopsis
Un gorila llamado Ivan vive en una jaula en el Exit 8 Big Top Mall and Video Arcade con una elefante envejecida llamada Stella y un perro llamado Bob que no recuerdan cómo llegaron allí. Son propiedad de Mack, el dueño del centro comercial Big Top. Cuando una bebé elefante abusada llamada Ruby aparece, Ivan también comienza a cuidarla y, junto con la hija del portero, Julia, ayudan a cambiar las cosas en el centro comercial porque ellos tienen un sueño: ser libres y correr por la pradera.

## Reparto
- Bryan Cranston como Mack, dueño del Big Top Mall.
- Ariana Greenblatt como Julia, la hija de George.
- Ramón Rodríguez como George, el padre de Julia y un custodio en el centro comercial Big Top.
- Indira Varma
- Eleanor Matsuura

### Voces
- Sam Rockwell como Ivan, un gorila.
- Brooklynn Prince como Ruby, una elefante.
- Angelina Jolie como Stella, una elefante.
- Danny DeVito como Bob, un perro.
- Alyssa Milano como Jennifer, un giraffe.
- Helen Mirren
- Sean Paul como Elizabeth Smith.

## Producción
El 9 de abril de 2014, se anunció que Walt Disney Pictures podría adaptar el libro con Allison Shearmur para producir. El 6 de mayo de 2016, se anunció que Mike Newell dirigiría con un guion de Mike White. En marzo de 2017, Thea Sharrock entró en negociaciones para dirigir la película después de que Newell abandonó el proyecto. En octubre de 2017, se informó que Angelina Jolie había sido elegida para interpretar un elefante llamado Stella. En noviembre, Brooklynn Prince fue elegido para interpretar a Ruby, la bebé elefante.
En enero de 2018, Ariana Greenblatt se unió al elenco en un papel de acción en vivo. La productora Allison Shearmur murió el 19 de enero de 2018. Ella retendrá su crédito de productor en la película. En febrero, Sam Rockwell fue elegido para interpretar al protagonista Ivan, y Bryan Cranston fue elegido como propietario de un circo. En marzo de 2018, Ramón Rodríguez firmó un papel de acción en vivo, el del padre del personaje de Greenblatt. En mayo de 2018, Danny DeVito y Helen Mirren se unieron a los personajes de voz en la película, mientras que Indira Varma y Eleanor Matsuura aparecerán en papeles de acción en vivo.
La producción principal comenzó el 30 de abril de 2018 en Lakeland, Florida. Cerca del centro comercial Southgate y la Iglesia Católica de la Resurrección, ambas en Lakeland.

## Estreno
Inicialmente programada para estrenarse en cines, la película fue estrenada el 14 de agosto de 2020 a través de la plataforma Disney+.